# Ádám Pintér
Ádám Pintér (ur. 12 czerwca 1988 w Balassagyarmat) – węgierski piłkarz grający na pozycji środkowego obrońcy lub defensywnego pomocnika. Od 2015 roku jest zawodnikiem klubu Ferencvárosi TC.

## Kariera klubowa
Karierę piłkarską Pintér rozpoczął w klubie Balassagyarmati SE. Następnie w 2004 roku podjął treningi w stołecznym MTK Budapest FC. W 2006 roku awansował do kadry pierwszej drużyny. 29 lipca 2006 roku zadebiutował w pierwszej lidze węgierskiej w wygranym 4:0 domowym spotkaniu z Rákospalotai EAC. Od czasu debiutu był podstawowym zawodnikiem zespołu MTK. 8 maja 2007 w meczu z Diósgyőri VTK (4:0) strzelił swojego pierwszego gola w lidze. W 2007 roku został wicemistrzem Węgier, a w 2008 roku wywalczył mistrzostwo kraju.
25 sierpnia 2010 roku Pintér podpisał 4-letni kontrakt z hiszpańskim Realem Saragossa. W jego barwach zadebiutował 19 września 2010 roku w przegranym 0:2 wyjazdowym spotkaniu z Racingiem Santander zmieniając w 61. minucie Edmílsona.
W 2013 roku Pintér został zawodnikiem Tomu Tomsk. W 2014 roku przeszedł do APO Lewadiakos. W 2015 trafił do Ferencvárosi TC, z którym został mistrzem kraju w sezonie 2015/2016.
| Sezon   | Klub            | Kraj      | Rozgrywki          | Mecze | Bramki |
| ------- | --------------- | --------- | ------------------ | ----- | ------ |
| 2006/07 | MTK Budapest FC | Węgry     | NB I               | 20    | 1      |
| 2007/08 | MTK Budapest FC | Węgry     | NB I               | 26    | 2      |
| 2008/09 | MTK Budapest FC | Węgry     | NB I               | 16    | 0      |
| 2009/10 | MTK Budapest FC | Węgry     | NB I               | 26    | 0      |
| 2010/11 | MTK Budapest FC | Węgry     | NB I               | 4     | 1      |
| 2010/11 | Real Saragossa  | Hiszpania | Primera División   | 9     | 0      |
| 2011/12 | Real Saragossa  | Hiszpania | Primera División   | 17    | 0      |
| 2012/13 | Real Saragossa  | Hiszpania | Primera División   | 18    | 0      |
| 2013/14 | Tom Tomsk       | Rosja     | Priemjer-Liga      | 10    | 0      |
| 2014/15 | APO Lewadiakos  | Grecja    | Superleague Ellada | 14    | 0      |
| 2015/16 | Ferencvárosi TC | Węgry     | NB I               | 18    | 2      |
| 2016/17 | Ferencvárosi TC | Węgry     | NB I               |       |        |

## Kariera reprezentacyjna
W swojej karierze Pintér występował w młodzieżowych reprezentacjach Węgier: U-19 oraz U-21. W seniorskiej reprezentacji zadebiutował 12 października 2010 roku w wygranym 2:1 spotkaniu eliminacji do MŚ 2010 z Finlandią, gdy w 75. minucie zmienił Krisztiána Vadócza.